# Xanthocryptus spilonotus
Xanthocryptus spilonotus är en stekelart som beskrevs av Cameron 1911. Xanthocryptus spilonotus ingår i släktet Xanthocryptus och familjen brokparasitsteklar. Inga underarter finns listade i Catalogue of Life.